# Ruxanda Glavan
Ruxanda Glavan (n. 5 aprilie 1980, Chișinău) este o politiciană din Republica Moldova, care din 30 iulie 2015 până pe 25 iulie 2017 este Ministru al Sănătății al Republicii Moldova. Anterior, de pe 18 februarie 2015 până la 30 iulie 2015 a îndeplinit funcția de Ministru al Muncii, Protecției Sociale și Familiei al Republicii Moldova. În perioada 2013-2015 Ruxanda Glavan a fost viceministru al Muncii, Protecției Sociale și Familiei. În Guvernul Streleț, învestit la data de 30 iulie 2015, a făcut efectiv rocadă cu Mircea Buga, preluând Ministerul Sănătății de la acesta și cedând Ministrul Muncii, Protecției Sociale și Familiei.

## Biografie
A absolvit Universitatea de Stat de Medicină și Farmacie „Nicolae Testemițanu” din Chișinău, obținând calificarea de medic de profil general. În perioada 2003 – 2005 a studiat la Grenoble Graduate School of Business, unde a obținut un master în administrarea afacerilor (MBA). Între 2006 – 2013, Ruxanda Glavan a fost directorul unei companii ce se ocupă de importul și distribuția produselor cosmetice, a celor de igienă personală, a utilajului medical și a preparatelor parafarmaceutice.
Este căsătorită cu Aureliu Cincilei,  viceguvernator al Băncii Naționale a Moldovei.